# Isola Rizza
Isola Rizza település Olaszországban, Veneto régióban, Verona megyében. Lakosainak száma 3263 fő (2023. január 1.). Isola Rizza Bovolone, Oppeano, Roverchiara, Ronco all'Adige és San Pietro di Morubio községekkel határos.

## Népesség
A település népességének változása:
| Lakosok száma | 3262 | 3222 | 3263 |
|               | 2017 | 2018 | 2023 |